# Блуди
Блу́ди — деревня в Рамешковском районе Тверской области. Относится к сельскому поселению Ильгощи.
Находится в 4 километрах от села Ильгощи, на левом берегу реки Медведицы.

## Население
| 1859 | 1989 | 2002 | 2008 | 2010 |
| ---- | ---- | ---- | ---- | ---- |
| 98   | ↘11  | ↘6   | ↘5   | ↗8   |

## История
Во второй половине XIX — начале XX века деревня Блуди относилась к Ильгощинскому приходу и волости Бежецкого уезда Тверской губернии. В 1887 году — 14 дворов, 100 жителей.
В 1997 году — 4 хозяйства, 8 жителей.